# Desa Banyuputih Kidul
Desa Banyuputih Kidul (indonesiska: Banyuputih Kidul) är en administrativ by i Indonesien.   Den ligger i provinsen Jawa Timur, i den västra delen av landet, 700 km öster om huvudstaden Jakarta.